# Jelenja vas
Jelenja vas je naselje v občini Kočevje.